# Cres
Pour les articles homonymes, voir Cres (homonymie).
Cres (API, [tsrɛs], en italien Cherso) est une île croate de la mer Adriatique, en Dalmatie. Elle est la deuxième plus grande des îles de Croatie juste derrière Krk et ses également 405,78 km2. Il existe d'ailleurs chez les habitants de Cres et Krk une rivalité concernant la taille des deux îles à tel point que les sites des offices de tourisme respectifs mentionnent chacun que leur île est la plus grande. 

## Géographie

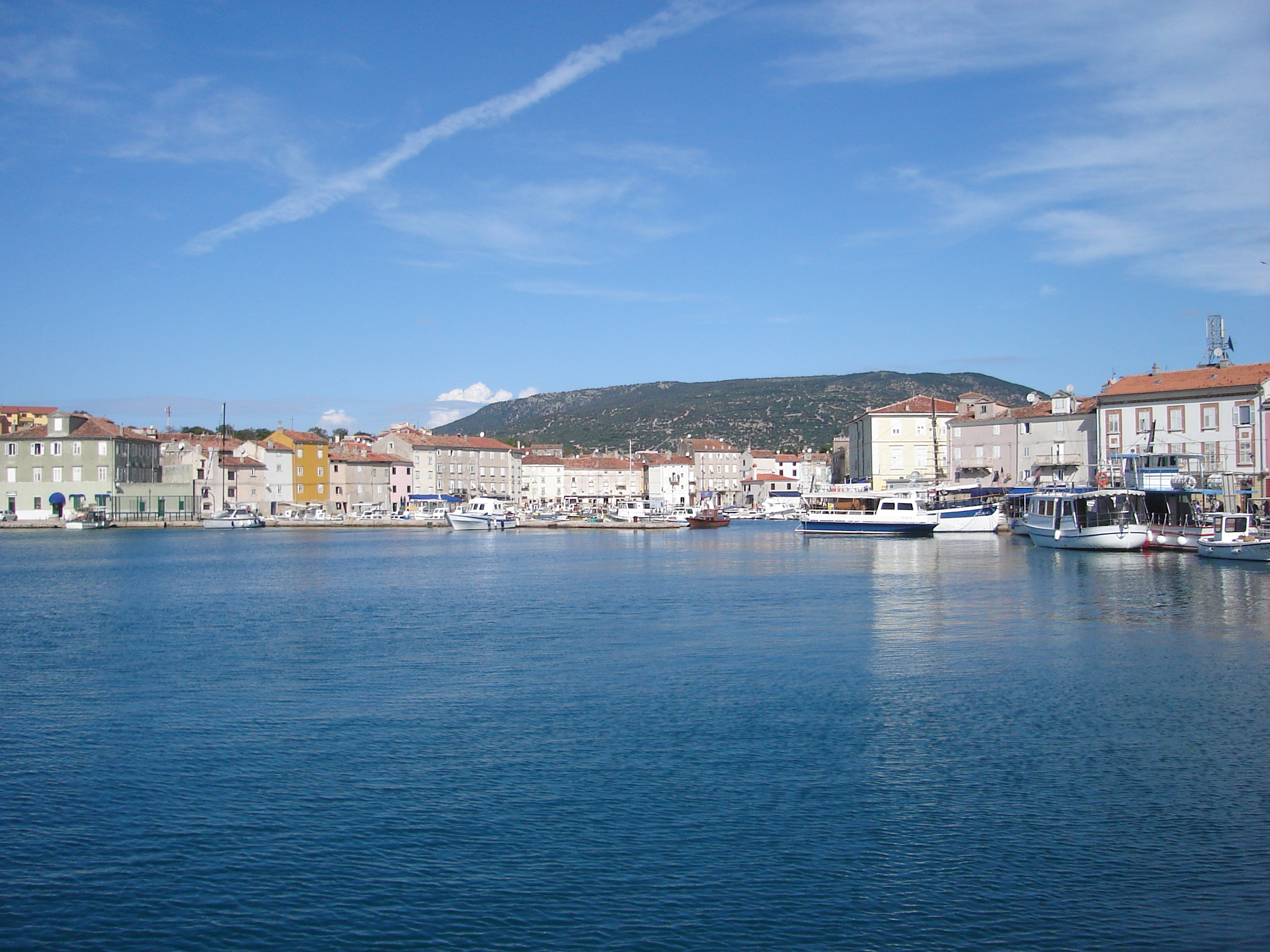
Cres

Elle est située au nord de la baie de Kvarner, qui peut être rejointe via un ferry à partir de Krk ou à partir de la péninsule d'Istrie, point continental le plus proche (ligne maritime Brestova-Porozina). La distance la plus courte entre l'île et la péninsule d'Istrie s'élève à 4,35 km.
Avec une superficie de 405,78 km2, l'île compte une population de 3 184 habitants (2001).

## Climat
Selon la classification de Köppen, la moitié Nord de l’île est soumise au climat subtropical humide (Köppen : Cfa), avec du vent Bora, tandis que la moitié Sud bénéficie déjà d’un climat méditerranéen (Köppen : Csa).

## Histoire
L'île de Cres a été peuplée dès le néolithique. Elle a connu un peuplement illyrien, la colonisation grecque (avec la cité d'Apsoris, le nom de Chersos signifiant « promontoire » en grec), la romanisation (qui, à partir de l'illyrien, a créé la langue dalmate éteinte au XIXe siècle) puis la slavisation avec l'arrivée des Croates au VIe siècle. Byzantine, puis vénitienne pendant près de huit siècles (1020-1797), française de 1809 à 1815, austro-hongroise de 1815 à 1918, italienne de 1918 à 1945, et enfin yougoslave de 1945 à 1991, elle donc connu toutes les phases de l'histoire croate : son patrimoine et ses traditions témoignent de ce riche croisement d'influences.

## Nature
Cres est connue pour accueillir une large variété d’espèces animales et végétales comptant plus de 1300 espèces dont les fameux Vautours Fauves (Gyps fulvus).

## Localités
La ville de Cres est la plus grande ville de l'île et le centre de la municipalité. Elle comptait, en 2001, 2 333 habitants sur les 2 959 habitants de la municipalité.
Les 25 autres localités de l'île sont (avec la population en 2001) :
| - Beli, 35 habitants en 2001 - Dragozetići, 21 - Filozići, 4 - Grmov, 2 - Ivanje, 3 - Loznati, 29 - Lubenice, 24 - Mali Podol, 4 - Martinšćica, 155 - Merag, 3 - Miholašćica, 22 - Orlec, 122 | - Pernat, 11 - Porozina, 20 - Predošćica, 4 - Stanić, 0 - Stivan, 38 - Sveti Petar, 11 - Valun, 62 - Važminec, 0 - Vidovići, 12 - Vodice, 10 - Vrana, 16 - Zbičina, 13 - Zbišina, 3 |

La localité d'Osor est à cheval sur l'île de Cres et l'île de Mali Lošinj.